# 托奥尔马什
托奥尔马什，是匈牙利佩斯州所辖的一个村。总面积39.35平方公里，总人口3364，人口密度85.5人/平方公里（2011年1月1日）。